# Vittoria e Abdul
Vittoria e Abdul (Victoria & Abdul) è un film del 2017 diretto da Stephen Frears.
Basato sull'omonimo libro di Shrabani Basu, il film racconta, in chiave romanzata, dell'amicizia tra la Regina Vittoria e il suo segretario indiano Abdul Karim.

## Trama

Judi Dench e Ali Fazal in una scena del film

1887. Il giovane Abdul Karim, impiegato nella prigione di Agra, viene scelto per recarsi alla corte della regina Vittoria in occasione del suo Giubileo d'Oro e consegnarle in dono un'antica moneta quale segno di rispetto da parte delle colonie indiane. La missione dovrebbe essere semplice e sbrigativa; tuttavia Vittoria, ormai molto vecchia, sola e insofferente alla vita di corte, viene attratta dall'avvenenza e dalla dedizione che da subito Abdul le dimostra. Il ragazzo è invitato a rimanere a corte e in breve diventa valletto personale di Vittoria; successivamente la regina lo nomina Monshi, ossia suo maestro, perché le insegni la lingua urdu e il Corano.
La regina prova un profondo affetto nei confronti di Abdul, gli apre il cuore e gli confida i suoi segreti più intimi, sfuggendo così alla solitudine e alle tristezze della sua vita; quando scopre che il ragazzo è sposato, la regina ammette a corte sua moglie e sua suocera, che arrivano a Windsor indossando un velo integrale. La famiglia andrà a vivere in un cottage poco distante dalla dimora della regina. Questa predilezione crea malcontento a corte, in particolare da parte di suo figlio e del Primo Ministro, che iniziano a tramare per minare alla base il rapporto tra Vittoria e Abdul. Quando la regina viene a sapere dalla corte che l'uomo non le ha detto della fatwā emessa contro di lei in India da un'autorità musulmana, ne rimane molto amareggiata e lo licenzia; il giorno dopo, comprendendo che il Monshi le abbia nascosto la verità col solo intento di proteggerla, lo perdona e lo lascia rimanere a palazzo, purché non le menta più.
L'interesse di Vittoria nei confronti di Abdul e della sua cultura crescono: la regina si fa costruire una Durbar Room, ossia una camera di rappresentanza in stile indiano, nella sua residenza a Osborne House, decorata con i ritratti dei notabili indiani, tra cui spicca anche quello dello stesso Abdul. Vittoria si dichiara inoltre intenzionata a conferire all'uomo il cavalierato: sarebbe il primo uomo di colore a riceverlo. Di fronte a quest'ultimo affronto il Principe e gli altri nobili cospirano alacremente contro Abdul, cercando di raccogliere informazioni atte a screditarlo. Si scopre così che la famiglia di Abdul non solo non è nobile, ma appartiene a una casta poverissima; inoltre il medico, esaminando l'uomo per scoprire come mai lui e sua moglie non riescano ad avere figli, lo scopre affetto da gonorrea. Messa di fronte a queste accuse nei confronti del Monshi, Vittoria le rigetta e accusa suo figlio e gli altri di essere contro Abdul per sole questioni di razzismo, e intima loro di essere gentili con lui.
A questo punto l'intera corte si solleva contro Vittoria e Abdul e tutto il personale decide che, qualora la regina dovesse concedere al Monshi il cavalierato, tutti chiederanno licenza di lasciare il servizio della sovrana. Edoardo e i maggiorenti la minacciano inoltre, nel caso che non ceda, di farla dichiarare pazza. La regina, furiosa, affronta l'intera schiera dei suoi notabili, invitando chiunque abbia realmente intenzione di licenziarsi di farsi avanti; nessuno in realtà vuole rinunciare alla sua carica, così Vittoria chiarisce una volta per tutte che è lei a detenere il potere di decidere per sé stessa. Dichiara inoltre che non concederà il cavalierato ad Abdul, ma lo nominerà commendatore dell'Ordine reale Vittoriano.
Poco dopo le condizioni di Vittoria peggiorano, e alle prime avvisaglie della malattia la regina chiede ad Abdul di tornare in India, poiché una volta morta non potrà più proteggerlo dalle ostilità della corte. L'uomo, ormai sinceramente affezionato alla sua regina, rifiuta e dichiara di volerla servire fino al suo ultimo giorno di vita. Nel 1901 Vittoria muore e Abdul è al suo fianco; il nuovo re, tuttavia, disconosce immediatamente il Monshi, lo sfratta dalla casa che la regina gli aveva donato e fa bruciare tutti i regali e i documenti che lui aveva raccolto negli anni al suo servizio. La moglie riesce però a salvare un medaglione con l'effigie di Vittoria, donato all'uomo dalla stessa regina.
Abdul e la sua famiglia vengono rimandati in India e non torneranno mai più nel Regno Unito. Il Monshi conserverà un ricordo affettuoso della regina fino alla sua morte, otto anni più tardi. Nei titoli di coda viene rivelato che i diari di Abdul Karim saranno scoperti solo nel 2010, dando così modo di ricostruire la sua storia.

## Produzione
A giugno 2016 è stato riportato che Judi Dench avrebbe interpretato il ruolo della Regina Vittoria nel film Victoria and Abdul, con la regia di Stephen Frears. La Dench aveva già interpretato il ruolo della sovrana britannica nella pellicola del 1997 La mia regina. Ali Fazal si è unito al cast ad agosto 2016. Fanno parte del cast anche Eddie Izzard, Michael Gambon, Olivia Williams e Tim Pigott-Smith (alla sua ultima interpretazione).
Le riprese del film sono iniziate il 15 settembre 2016 presso la Osborne House sull'Isola di Wight.

## Distribuzione
Il 3 settembre 2017 è stato presentato fuori concorso alla 74ª Mostra internazionale d'arte cinematografica di Venezia e successivamente al Toronto International Film Festival.
Il film è stato distribuito nelle sale cinematografiche britanniche il 15 settembre e in quelle statunitensi il 22 settembre 2017. In Italia è uscito il 26 ottobre dello stesso anno.

## Riconoscimenti
- 2018 - Premio Oscar
  - Candidatura per i Migliori costumi a Consolata Boyle
  - Candidatura per il Miglior trucco a Daniel Phillips e Lou Sheppard
- Golden Globe
  - Candidatura come migliore attrice in un film commedia o musicale a Judi Dench
- Screen Actors Guild Award
  - Candidatura come migliore attrice cinematografica a Judi Dench
- Satellite Award
  - Candidatura come miglior attrice a Judi Dench
  - Candidatura come migliore sceneggiatura non originale a Lee Hall
  - Candidatura come migliori costumi a Consolata Boyle